# Melaenornis mariquensis
El papamoscas del Marico (Melaenornis mariquensis) es una especie de ave paseriforme de la familia Muscicapidae propia del África austral.

## Distribución y hábitat
Se encuentra en las sabanas secas de Angola, Botsuana, Namibia, Sudáfrica, Zambia y Zimbabue.